# Bộ Cá vây cung
Bộ Cá vây cung (danh pháp khoa học: Amiiformes) là một bộ cá vây tia nguyên thủy. Hiện tại người ta biết rằng bộ này chỉ còn 1 loài sinh tồn là cá vây cung (Amia calva) thuộc họ Amiidae, mặc dù các loài bổ sung khác trong một số họ đã tuyệt chủng cũng đã được biết đến từ các hóa thạch có niên đại thuộc các kỷ như Jura, Creta và thế Eocen trong kỷ Paleogen. Cá vây cung cùng các loài cá khác, như cá láng (Lepisosteiformes) và cá tầm (Acipenseriformes) thuộc về số ít các loài cá nước ngọt còn sinh tồn đã từng sinh sống cùng thời với khủng long.

## Phân loại
Amiiformes Hay 1929
- Liên họ Amioidea Bonaparte 1838
  - Họ Amiidae Bonaparte 1837
    - Phân họ Amiinae Bonaparte 1837
      - Chi Amia Linnaeus 1766
      - Chi Cyclurus Agassiz 1836 (đồng nghĩa = Kindleia, Paramiatus, Stylomyleodon)
      - Chi Pseudamiatus Whitley

    - Phân họ Amiopsinae Grande and Bemis 1998
      - Chi Amiopsis Kner 1863 (type) (đồng nghĩa = Urocles)

    - Phân họ Solnhofenamiinae Grande and Bemis 1998
      - Chi Solnhofenamia Grande and Bemis 1998 (type)

    - Phân họ Vidalamiinae Grande and Bemis 1998
      - Tông Calamopleurini Grande and Bemis 1998
        - Chi Calamopleurus Agassiz 1841 (đồng nghĩa = Enneles)
        - Chi Maliamia Patterson and Longbottom 1989

      - Tông Vidalamiini Grande and Bemis 1998
        - Chi Melvius Bryant 1987
        - Chi Pachyamia Chalifa and Tchernov 1982
        - Chi Vidalamia White and Moy-Thomas 1941 (homonym = Vidalia Sauvage 1903)
        - Chi Nipponamia Yabumoto 1994

  - Họ Furidae Jordan 1923
    - Chi Caturus Agassiz 1834 (đồng nghĩa = Conodus, Ditaxiodus, Endactis, Strobilodus, Thlattodus)(homonym = Uraeus Agassiz 1833)
    - Chi Heterolepidotus Egerton 1872 (đồng nghĩa = Brachyichthys, Eulepidotus)
    - Chi Osteorachis Egerton 1868

  - Họ Paracentrophoridae Obruchev 1964
    - Chi Paracentrophorus Piveteau 1941

  - Họ Promecosominidae Wade 1941
    - Chi Promecosomina Wade 1935

## Phát sinh chủng loài
Phát sinh chủng loài của bộ Amiiformes vẫn là khía cạnh có vấn đề nhất trong phát sinh chủng loài của cá vây tia. Theo truyền thống người ta cho rằng Amiiformes và Lepisosteiformes có quan hệ họ hàng gần và gộp chúng cùng vài nhánh đã tuyệt chủng khác trong nhóm gọi là Holostei. Một số phân tích hình thái lại cho rằng Amiiformes có quan hệ họ hàng gần nhất với Teleostei còn Lepisosteiformes có quan hệ họ hàng gần nhất với nhánh chứa cả Teleostei lẫn Amiiformes. Tuy nhiên, các phân tích hình thái khác và phân tích phát sinh chủng loài phân tử lại cho thấy tính đơn ngành của Holostei.
Một trong những mâu thuẫn gần đây nhất trong phát sinh chủng loài của cá vây tia là phân tích phát sinh chủng loài của các trình tự bộ gen ti thể tổng thể, với kết quả cho thấy Amiiformes, Lepisosteiformes và Acipenseriformes hợp lại thành một nhánh có quan hệ họ hàng gần nhất với Teleostei, và nhánh này được nhắc tới như là nhánh "cá cổ đại".
Cây phát sinh chủng loài dưới đây lấy theo Thomas và Miya (2009)
|  | Amiiformes                                                            |
|  |                                                                       |
|  | \| \| Acipenseriformes \| \| \| \| \| \| Lepisosteiformes \| \| \| \| |
|  |                                                                       |
|  | Acipenseriformes                                                      |
|  |                                                                       |
|  | Lepisosteiformes                                                      |
|  |                                                                       |

|  | Acipenseriformes |
|  |                  |
|  | Lepisosteiformes |
|  |                  |

|  | Amiiformes                                                            |
|  |                                                                       |
|  | \| \| Acipenseriformes \| \| \| \| \| \| Lepisosteiformes \| \| \| \| |
|  |                                                                       |
|  | Acipenseriformes                                                      |
|  |                                                                       |
|  | Lepisosteiformes                                                      |
|  |                                                                       |

|  | Acipenseriformes |
|  |                  |
|  | Lepisosteiformes |
|  |                  |

|  | Amiiformes                                                            |
|  |                                                                       |
|  | \| \| Acipenseriformes \| \| \| \| \| \| Lepisosteiformes \| \| \| \| |
|  |                                                                       |
|  | Acipenseriformes                                                      |
|  |                                                                       |
|  | Lepisosteiformes                                                      |
|  |                                                                       |

|  | Acipenseriformes |
|  |                  |
|  | Lepisosteiformes |
|  |                  |

|  | Amiiformes                                                            |
|  |                                                                       |
|  | \| \| Acipenseriformes \| \| \| \| \| \| Lepisosteiformes \| \| \| \| |
|  |                                                                       |
|  | Acipenseriformes                                                      |
|  |                                                                       |
|  | Lepisosteiformes                                                      |
|  |                                                                       |

|  | Acipenseriformes |
|  |                  |
|  | Lepisosteiformes |
|  |                  |

Phát sinh chủng loài trong phạm vi bộ Amiiformes như sau:

|  | † Liodesmidae |
|  |               |
|  | † Caturidae   |
|  |               |

|  | † Sinamiidae |
|  |              |
|  | Amiidae      |
|  |              |

|  | † Liodesmidae |
|  |               |
|  | † Caturidae   |
|  |               |

|  | † Sinamiidae |
|  |              |
|  | Amiidae      |
|  |              |

## Thư viện ảnh

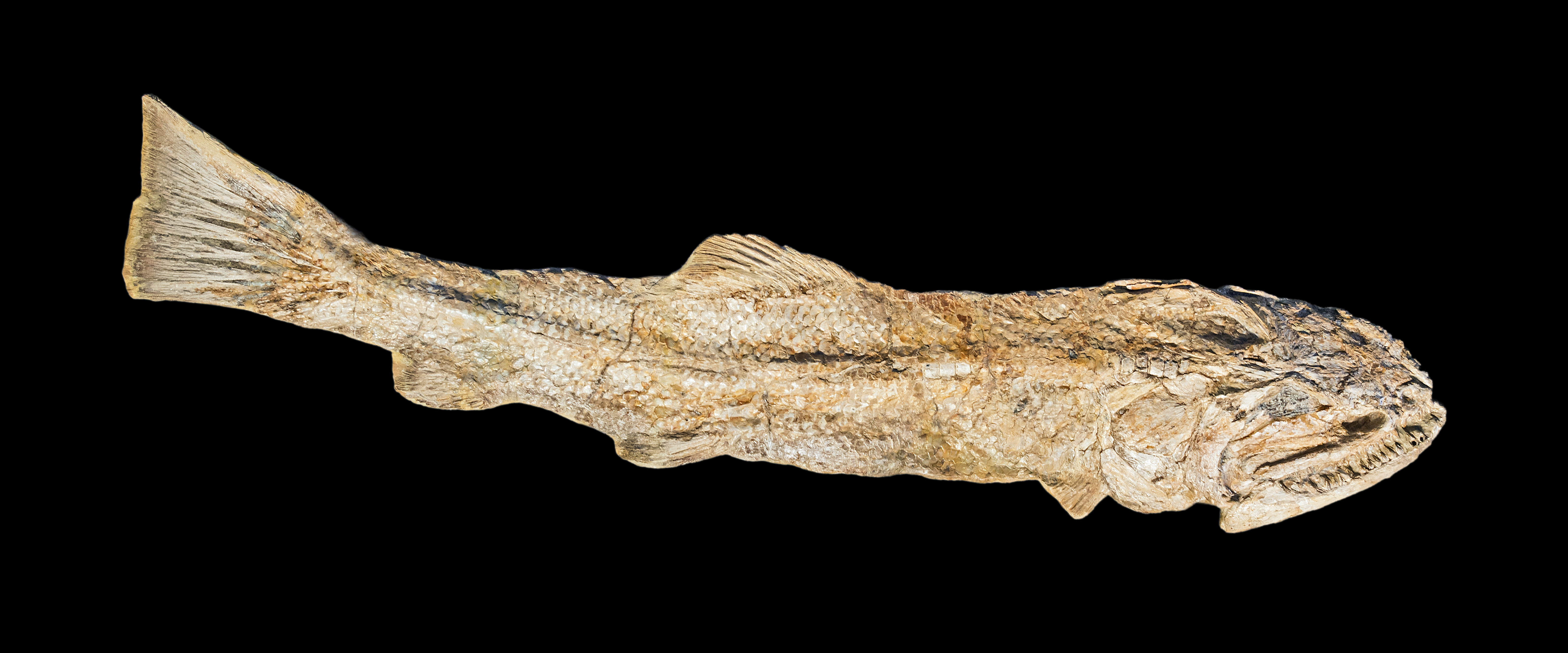
Hóa thạch của Calamopleurus cylindricus.
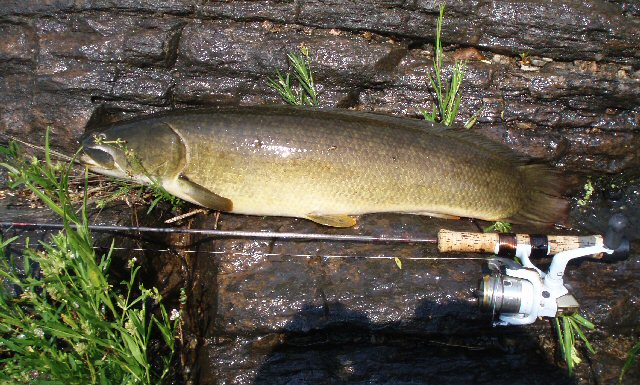
Cá vây cung từ sông Coosa gần Wetumpka, Alabama.